# Robert Kagan
Robert Kagan (Atene, 26 settembre 1958) è uno storico e politologo statunitense, esperto di politica estera, membro del think tank Brookings Institution.
Cofondatore del Progetto per un nuovo secolo americano (Project for the New American Century),  è membro del Council on Foreign Relations, con sede a New York. È stato consulente per la politica estera per alcuni candidati repubblicani alla Presidenza degli Stati Uniti.
Pur non essendo un neo-conservatore, a livello strategico Kagan difende le scelte interventiste americane, collocandosi tra la schiera dei "liberali interventisti" (liberal interventionists) sostenitori di una politica estera aggressiva degli Stati Uniti.
Nel 2016, Kagan ha lasciato il Partito Repubblicano, criticando il "fascismo" di Donald Trump e sostenendo Hillary Clinton.
Nel febbraio del 2017 scrive un articolo sulla rivista americana Foreign Policy in cui si preoccupa del possibile avvento della terza guerra mondiale di fronte all'eccessivo espansionismo territoriale, al crescente militarismo e alla politica egemonica della Russia (nell'Europa dell'Est) e Cina (sulle isole Spratleys, Paracels e Senkaku), assimilata ai "poteri revisionisti" come la Germania nazista o il Giappone responsabili della seconda guerra mondiale. Per lui, quei poteri insoddisfatti dell'ordinato ordine internazionale approfittano della debolezza e del lassismo delle democrazie occidentali per adottare un atteggiamento nazionalista, militarista e sempre più bellicoso e lamentano la presunta debolezza dell'amministrazione Obama prima dei russi e dei cinesi.

## Famiglia
Figlio dello storico della Grecia antica Donald Kagan, professore emerito dell'Università Yale, ebreo di origine lituana, è sposato con la diplomatica del dipartimento di Stato Victoria Nuland, responsabile per gli affari europei e asiatici dell'amministrazione Obama.

## Opere
- A Twilight Struggle: American Power and Nicaragua, 1977-1990, 1996
- Of Paradise and Power: America and Europe in the New World Order, 2003, trad. it. Paradiso e potere. America ed Europa nel nuovo ordine mondiale
- Dangerous Nation: America's Place in the World from its Earliest Days to the Dawn of the Twentieth Century, 2006
- The Return of History and the End of Dreams, 2008 ISBN 978-0-307-26923-2
- The World America Made, 2012 ISBN 978-0-307-96131-0